# Перак, Маро
Маро Перак (хорв. Maro Perak; 23 сентября 1982, Дубровник) — хорватский боец смешанного стиля, выступает на профессиональном уровне начиная с 2005 года. Представитель тяжёлой весовой категории, в разное время владел титулами чемпиона  таких организаций как MFC, Noc Gladiatora, WFC, известен боями в промоушенах M-1 Global и KSW.

## Биография
Маро Перак родился 23 сентября 1982 года в городе Дубровнике. В детстве ходил в секцию плавания, позже начал активно заниматься дзюдо, проходил подготовку в местном бойцовском клубе «Гладиатор», где тренируется и поныне.
Профессиональную карьеру бойца ММА начал в 2005 году, на турнире Trboulje в Словении победил своего соперника техническим нокаутом в первом же раунде. В течение трёх последующих лет участвовал в турнирах многих европейских промоушенов, одержал двенадцать побед подряд, не потерпев ни одного поражения.
Благодаря череде удачных выступлений получил приглашение принять участие в турнире польской организации KSW — встретился с поляком Яном Блаховичем и проиграл ему во втором раунде удушающим приёмом сзади. Несмотря на поражение, далее Перак сделал серию из пяти побед подряд, в том числе провёл два успешных боя в Италии в промоушене Xtreme MMA. В мае 2010 года дрался на отборочном турнире M-1 Selection в Финляндии, но в первом же матче на турнире раздельным решением судей потерпел поражение от болгарина Йордана Радева.
После трёх побед в 2011 году Маро Перак в Швейцарии встретился с известным американский борцом Джеффом Монсоном, их поединок продлился все три раунда, и в итоге судьи единогласно отдали победу Монсону. В следующем бою противостоял другому известному американскому бойцу Бобу Саппу, на этот раз победил, добившись технического нокаута. Позже в Абу-Даби встречался с опытнейшим Тревисом Виуффом, одержал победу раздельным судейским решением.
В 2014 году Перак подписал контракт с крупной бойцовской организацией M-1 Global, однако оба проведённых здесь боя проиграл. Сначала потерпел поражение от небитого поляка Марчина Тыбуры, будущего чемпиона организации, затем в феврале 2015 года в результате болевого приёма «узел руки» сдался представителю Эстонии Денису Смолдареву.

## Статистика ММА (23-6-1)
| Результат | Рекорд | Соперник         | Способ                                 | Турнир                                     | Дата            | Раунд | Время | Место                | Примечание |
| --------- | ------ | ---------------- | -------------------------------------- | ------------------------------------------ | --------------- | ----- | ----- | -------------------- | ---------- |
| Поражение | 23-6-1 | Виктор Немков    | Единогласное решение судей             | M-1 Challenge 60                           | 5 августа 2015  | 3     | 5:00  | Орёл, Россия         |            |
| Поражение | 23-5-1 | Денис Смолдарев  | Болевой приём узел руки                | M-1 Challenge 55                           | 21 февраля 2015 | 1     | 3:05  | Тбилиси, Грузия      |            |
| Поражение | 23-4-1 | Марчин Тыбура    | Технический нокаут ударами руками      | M-1 Challenge 47                           | 4 апреля 2014   | 3     | 3:26  | Оренбург, Россия     |            |
| Победа    | 23-3-1 | Тибор Йони       | Технический нокаут ударами ногами      | Final Fight Championship 4                 | 10 мая 2013     | 1     | 1:28  | Задар, Хорватия      |            |
| Победа    | 22-3-1 | Тревис Виуфф     | Раздельное решение судей               | Abu Dhabi Warriors                         | 2 ноября 2012   | 3     | 5:00  | Абу-Даби, ОАЭ        |            |
| Победа    | 21-3-1 | Боб Сапп         | Технический нокаут ударами руками      | Noc Gladiatora 6                           | 16 декабря 2011 | 1     | 3:04  | Дубровник, Хорватия  |            |
| Поражение | 20-3-1 | Джефф Монсон     | Единогласное решение судей             | Strength and Honor Championship            | 30 апреля 2011  | 3     | 5:00  | Женева, Швейцария    |            |
| Победа    | 20-2-1 | Миодраг Петкович | Единогласное решение судей             | HF 1: The Beginning                        | 22 января 2011  | 3     | 5:00  | Сплит, Хорватия      |            |
| Победа    | 19-2-1 | Миодраг Петкович | Единогласное решение судей             | Cage Fight: The Strongest Man in Hungary   | 2 октября 2010  | 3     | 5:00  | Шопрон, Венгрия      |            |
| Победа    | 18-2-1 | Флориан Нойе     | Сдача (удары руками)                   | Cage Fight: The Strongest Man in Hungary   | 2 октября 2010  | 1     | 0:00  | Шопрон, Венгрия      |            |
| Поражение | 17-2-1 | Йордан Радев     | Раздельное решение судей               | M-1 Selection 2010. Western Europe Round 3 | 29 мая 2010     | 3     | 5:00  | Хельсинки, Финляндия |            |
| Победа    | 17-1-1 | Маттео Минонцио  | Рычаг локтя                            | Xtreme MMA Championship 2                  | 9 мая 2010      | 2     | 0:00  |                      |            |
| Победа    | 16-1-1 | Тибор Варга      | Нокаут коленями и ногами               | Noc Gladiatora 5                           | 10 апреля 2010  | 1     | 0:58  | Дубровник, Хорватия  |            |
| Победа    | 15-1-1 | Жуниор Сантьяго  | Технический нокаут ударами ногами      | Milenium Fighting Challenge 1              | 28 ноября 2009  | 1     | 0:00  | Сплит, Хорватия      |            |
| Победа    | 14-1-1 | Иван Шотес       | Технический нокаут                     | Slano Fight Night                          | 15 августа 2009 | 1     | 0:00  | Дубровник, Хорватия  |            |
| Победа    | 13-1-1 | Петр Ондрус      | Техническая сдача удушение «анакондой» | Xtreme MMA Championship                    | 18 июня 2009    | 1     | 4:00  | Лацио, Италия        |            |
| Поражение | 12-1-1 | Ян Блахович      | Удушение сзади                         | KSW 10: Dekalog                            | 12 декабря 2008 | 2     | 1:51  | Варшава, Польша      |            |
| Ничья     | 12-0-1 | Марко Игрц       | Ничья                                  | Trg u Plamenu                              | 20 мая 2008     | 0     | 0:00  | Загреб, Хорватия     |            |
| Победа    | 12-0   | Амир Лекай       | Технический нокаут                     | Obracun Ringu 8                            | 11 мая 2008     | 1     | 0:00  | Сплит, Хорватия      |            |
| Победа    | 11-0   | Альфредо Акилли  | Болевой приём «кимура»                 | WFC 5: Noc Gladiatora                      | 19 апреля 2008  | 0     | 0:00  | Дубровник, Хорватия  |            |
| Победа    | 10-0   | Жозе Рудольфу    | Технический нокаут                     | Obracun Ringu 7                            | 8 марта 2008    | 1     | 0:00  | Задар, Хорватия      |            |
| Победа    | 9-0    | Родни Глундер    | Технический нокаут                     | WFC 3: Bad Sunday                          | 18 ноября 2007  | 1     | 0:00  | Домжале, Словения    |            |
| Победа    | 8-0    | Давид Мигнойд    | Технический нокаут                     | WFC 3: Bad Sunday                          | 11 августа 2007 | 1     | 0:00  | Задар, Хорватия      |            |
| Победа    | 7-0    | Ласло Цене       | Технический нокаут                     | Noc Gladiatora 2                           | 27 апреля 2007  | 1     | 0:00  | Дубровник, Хорватия  |            |
| Победа    | 6-0    | Герард Горевода  | Решение судей                          | MedVid: Anno Domini 2                      | 27 января 2007  | 1     | 0:00  | Пула, Хорватия       |            |
| Победа    | 5-0    | Петер Гиравый    | Технический нокаут                     | Noc Skorpiona 4                            | 1 сентября 2006 | 1     | 0:00  | Привлака, Хорватия   |            |
| Победа    | 4-0    | Хрвойе Кишичек   | Рычаг локтя                            | Sukosan Fight Night                        | 9 августа 2006  | 2     | 0:00  | Сукошан, Хорватия    |            |
| Победа    | 3-0    | Деян Митровский  | Сдача замок ноги                       | Ultimate Fight Dubravc                     | 28 апреля 2006  | 0     | 0:00  | Дубровник, Хорватия  |            |
| Победа    | 2-0    | Андрей Георгиев  | Рычаг локтя                            | Ultimate Nokaut 4                          | 17 марта 2006   | 0     | 0:00  | Карловац, Хорватия   |            |
| Победа    | 1-0    | Рок Меркуш       | Технический нокаут                     | Trboulje 3                                 | 23 декабря 2005 | 0     | 0:00  | Карловац, Хорватия   |            |